# Екатериновка (Россошанский район)
Екатериновка — село в Россошанском районе Воронежской области.
Входит в состав Лизиновского сельского поселения.

## История
Возникло в середине XVIII века, первопоселенцем села был Пётр Стрижков и имело названия  Стрижковка, Стрыжкова, Старуновка. Затем принадлежало полковнику Степану Ивановичу Тевяшову, Чертковым, Сонцовым и князьям Мещерским.
После постройки в 1812 году деревянной (с 1847 года — каменной) церкви в честь святой Екатерины, село стало называться Екатериновка. В середине XIX века в Екатериновке действовали конный и кирпичный заводы, овчарня мериносов.
В годы Великой Отечествнной войны, с июля 1942 по январь 1943 года, село было оккупирована немецкими войсками.

## География
В селе имеются три улицы — Вишневая, Луговая и Победы.

## Население
| 1859 | 1897  | 2010 |
| ---- | ----- | ---- |
| 961  | ↗1160 | ↘405 |

## Инфраструктура
В селе имеется Екатериновская основная общеобразовательная школа, построенная в 1990 году.